# Nadir Hellal
Nadir Hellal, né le 14 décembre 1977 à Tichy, dans la Wilaya de Béjaïa, est un footballeur algérien évoluant au poste d'attaquant.

## Biographie
Il a évolué la majorité de sa carrière en première division algérienne avec le club de la JSM Béjaia, en l'appel également par Rahim.

## Carrière
- 1998-2002 :  JSM Béjaïa
- janvier 2003-juin 2003 :  FC Mulhouse
- 2003-2004 :  MO Béjaïa
- 2004-2007 :  JSM Béjaïa
- 2007-2008 :  MSP Batna